# クリフォード・ジョーダン
クリフォード・ジョーダン（Clifford Jordan、1931年9月2日 シカゴ - 1993年3月27日 マンハッタン）は、ジャズ・サクソフォーン奏者。

## 略歴
最初期からほとんどテナー・サクソフォーンを自分の楽器としてきた。シカゴ周辺でマックス・ローチやソニー・スティットのほか、いくつかのリズム・アンド・ブルースのバンドとも共演した後、1957年にニューヨーク・シティに移る。強烈な印象を与えてブルーノート・レーベルに3枚のアルバムを吹き込んだほか、ホレス・シルヴァーやJ・J・ジョンソン、ケニー・ドーハム、マックス・ローチと演奏ツアーを行なった。リーダーとしてだけでなく、サイドマンとしても録音に携わり、リー・モーガンやポール・チェンバースらのアルバムに参加している。
1964年にチャールズ・ミンガス・セクステットの一員としてエリック・ドルフィーとともにヨーロッパで演奏してからは、おおむねリーダーとして活動したが、アヴァンギャルド・ジャズに対して影響力を持たず、またその主導者でもなかったので、見下されがちであった。信頼すべき演奏家ではあったので、何度かヨーロッパに演奏ツアーを行ない、1974年から1975年までシダー・ウォルトン主宰のカルテットに加わり、最晩年にはビッグバンドを率いニューヨークのジャズ・クラブ「コンドンズ」などに出演していた。
クリフォード・ジョーダンの録音は、ブルーノートのほかに、リヴァーサイドやジャズランド、アトランティック、ストラータ・イースト、ミューズ、スティープルチェイス、クリス・クロス・ジャズ、ビー・ハイヴ、マイルストーン、メイプルシェイドなどのレーベルから入手できる。

## ディスコグラフィ

### リーダー・アルバム
- 『ブローイング・イン・フロム・シカゴ』 - Blowing in from Chicago (1957年、Blue Note) ※with ジョン・ギルモア
- 『クリフ・ジョーダン』 - Cliff Jordan (1957年、Blue Note)
- 『ジェンキンス、ジョーダン&ティモンズ』 - Jenkins, Jordan and Timmons (1957年、New Jazz) ※with ジョン・ジェンキンス、ボビー・ティモンズ
- 『クリフ・クラフト』 - Cliff Craft (1957年、Blue Note)
- 『スペルバウンド』 - Spellbound (1960年、Riverside)
- A Story Tale (1961年、Jazzland) ※with ソニー・レッド
- Starting Time (1961年、Jazzland)
- 『ベアキャット』 - Bearcat (1962年、Jazzland)
- 『ジーズ・アー・マイ・ルーツ』 - These are My Roots: Clifford Jordan Plays Leadbelly (1965年、Atlantic)
- 『ソウル・ファウンテン』 - Soul Fountain (1968年、Vortex)
- 『イン・ザ・ワールド』 - In the World (1972年、Strata-East)
- 『グラス・ビード・ゲームズ』 - Glass Bead Games (1973年、Strata-East)
- 『ハーフ・ノート』 - Half Note (1974年、SteepleChase)
- 『ナイト・オブ・ザ・マークVII』 - Night of the Mark VII (1975年、Muse)
- 『オン・ステージ1』 - On Stage Vol. 1 (1975年、SteepleChase)
- On Stage Vol. 2 (1975年、SteepleChase)
- On Stage Vol. 3 (1975年、SteepleChase)
- 『ファーム・ルーツ』 - Firm Roots (1975年、SteepleChase)
- 『ザ・ハイエスト・マウンテン』 - The Highest Mountain (1975年、SteepleChase)
- 『リメンバリング・メメ』 - Remembering Me-Me (1976年、Muse)
- 『ザ・ペンタゴン』 - The Pentagon (1976年、East Wind) ※ザ・ペンタゴン名義
- Inward Fire (1977年、Muse)
- The Adventurer (1978年、Muse)
- 『ハロー・ハンク・ジョーンズ』 - Hello, Hank Jones (1978年、Eastworld)
- Hyde Park After Dark (1981年、Bee Hive) ※with ヴィクター・スプロウルズ、ヴォン・フリーマン、サイ・タフ
- 『レペティション』 - Repetition (1984年、Soul Note)
- Dr. Chicago (1984年、Bee Hive)
- Two Tenor Winner (1984年、Criss Cross) ※with ジュニア・クック
- The Rotterdam Session (1985年、Audio Daddio) ※with フィリー・ジョー・ジョーンズ、ジェームス・ロング
- Royal Ballads (1986年、Criss Cross)
- Live at Ethell's (1987年、Mapleshade)
- Blue Head (1989年、Candid, 1990) ※with デヴィッド・"ファットヘッド"・ニューマン
- Masters from Different Worlds (1989年、Mapleshade) ※with ラン・ブレイク、ジュリアン・プリースター
- 『フォア・プレイ』 - Four Play (1990年、DIW/Columbia) ※with リチャード・デイヴィス、ジェームス・ウィリアムス、ロニー・バラージュ
- The Mellow Side of Clifford Jordan (1990年、Mapleshade)
- Play What You Feel (1990年、Mapleshade)
- Down Through the Years (1991年、Milestone)